# Un'avventura pericolosa
Un'avventura pericolosa (A Dangerous Adventure) è un film muto del 1922 diretto da Jack L. Warner e Sam Warner. Uscì in due versioni: in febbraio come serial in trenta rulli e in quindici episodi di due rulli ciascuno (circa venti minuti a episodio tranne il primo capitolo, in tre rulli) e, come lungometraggio, in versione ridotta a sette rulli.
La sceneggiatura si basa su A Dangerous Adventure, racconto breve di Frances Guihan di cui non si conosce la data di pubblicazione.
È il secondo dei due soli film che il famoso produttore Jack Warner firmò come regista.

## Trama

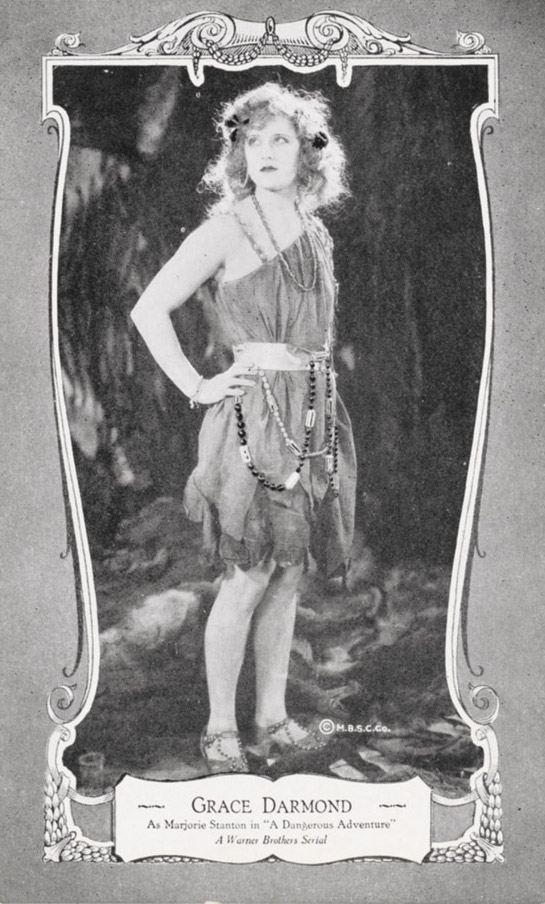
Grace Darmond in una foto pubblicitaria del film

Due sorelle americane, Edith e Marjorie Stanton partono alla ricerca di un tesoro nascosto dallo zio in una città dell'Africa Centrale. Tra le disavventure che capitano loro durante il viaggio, c'è anche quella dello zio che si mette a contrattare con un capo tribù per organizzare una carovana, promettendogli come ricompensa proprio Marjorie. La ragazza verrà salvata da MacDonald Hayden, il suo innamorato che, insieme a un amico, corre in aiuto delle due sorelle: lo zio rimarrà ucciso e gli indigeni verranno messi in fuga da una terribile tempesta.

### Capitoli del serial
1. The Jungle Storm; or, The Stolen Medal - 3 rulli (25 febbraio 1922)[2]
2. The Sacrifice
3. The Lion Pit
4. Brandon's Revenge
5. At the Leopard's Mercy
6. The Traitor
7. The Volcano
8. The Escape
9. The Leopard's Cave
10. The Jungle Water Hole
11. The Hippopotamus Swamp
12. The Lion's Prey
13. In the Tiger's Lair
14. The Treasure Cave
15. The Rescue

## Produzione
Il film fu prodotto dalla Warner Bros. Pictures.

## Distribuzione
Il film uscì nelle sale cinematografiche statunitensi il 1º novembre 1922. In Venezuela, fu distribuito con il titolo Aventura peligrosa. Non si conoscono copie ancora esistenti del lungometraggio che viene considerato presumibilmente perduto. Una copia incompleta del serial - i cui diritti sono di pubblico dominio - viene conservata all'UCLA Film and Television Archive di Los Angeles (gli episodi 1-11 e 13-15 in positivo 35mm).